# Cardfight Vanguard
Cardfight!! Vanguard (jap. カードファイト!! ヴァンガード, Hepburn: Kādofaito!! Vangādo) ist ein Sammelkartenspiel des japanischen Unternehmens Bushiroad. Das Spiel wurde am 26. Februar 2011 in Japan und am 3. Dezember 2011 international veröffentlicht.

## Spielkonzept
2 Spieler bauen vor dem Anfang des Spiels ein Deck aus 50 Karten, von denen 4 Karten das Ride Deck sind und die anderen 46 das Main Deck. Das Ride Deck besteht aus einer Grade 0, Grade 1, Grade 2 und Grade 3 Karte, das Main Deck besteht aus beliebig vielen Unit Karten (von denen exakt 16 Trigger Units sein müssen) und beliebig vielen Order Karten. 
Am Anfang des Spiels legen beide Spieler verdeckt die Grade 0 Karte aus ihrem Ride Deck vor sich (dies ist der Vanguard, und der Ort unter ihm heißt Vanguard Circle), entscheiden zufällig, wer anfängt und ziehen dann 5 Karten von ihrem Main Deck. 
Am Anfang jedes Zuges zieht der Zugspieler eine Karte von seinem Main Deck, legt jede seiner nach rechts gedrehten Unit-Karten wieder vertikal und darf eine Unit Karte aus seinem Ride Deck oder seiner Hand auf seinen Vanguard legen, die denselben Grade hat oder einen Grade höher ist als der eigene Vanguard. Anschließend darf der Spieler beliebig viele Unit Karten, deren Grade kleiner oder gleich dem Grade des eigenen Vanguards ist von seiner Hand auf seine 5 Rear Guard Circle legen, wobei nur eine Unit pro Rear Guard Circle platziert werden darf. Auch beliebig viele Order Karten, deren Grade kleiner oder gleich dem Grade des eigenen Vanguards ist, können gespielt werden. 
Danach kann ein Spieler angreifen (außer während des ersten Zugs). Dafür wählt man eine gegnerische Unit Karte, die man angreifen will und dreht seine eigene Unit Karte nach rechts, mit der man angreifen will. Nun wird verglichen, welche Unit die größere Power hat (die in der linken unteren Ecke steht), und falls die angreifende Unit Karte eine höhere oder gleich hohe Power hat wie die angegriffene Unit, wird die angegriffene Unit "retired" und auf den Drop Zone Stapel gelegt. Falls man den gegnerischen Vanguard erfolgreich angreift, so muss der Gegner die oberste Karte seines Decks in die sogenannte Damage Zone offen platzieren. 
Ein Spieler verliert, sobald er 6 Karten in seiner Damage Zone hat oder keine Karten mehr in seinem Main Deck sind.

## Kartentypen
Jede Karte gehört zu einer Nation, die rechts unten auf jeder Karte steht. Es gibt Dragon Empire, Dark States, Keter Sanctuary, Stoicheia, Brandt Gate und Lyrical Monasterio. Man darf nur Karten derselben Nation in seinem Deck spielen. Zusätzlich ist jede Vanguard Karte entweder eine Unit-Karte (Karten, die links unten einen Powerwert haben) oder Order-Karte (Karten, die links unten keinen Powerwert haben). Es gibt: 
- Normal Units: Unit-Karten, die rechts oben kein Trigger Symbol haben.
- Trigger Units: Unit-Karten, die rechts oben ein Trigger Symbol haben. Sie aktivieren einen Effekt, wenn sie vom Deck aufgedeckt werden. Es gibt Critical, Draw, Front, Heal und Over Trigger.
- Normal Order: Order-Karten, die man von der Hand im eigenen Zug spielt, die danach auf den Drop Zone Stapel gelegt werden.
- Blitz Order: Order-Karten, die man von der Hand im gegnerischen Zug spielt, die danach auf den Drop Zone Stapel gelegt werden.
- Set Order: Order-Karten, die man von der Hand im eigenen Zug spielt, die danach auf dem Spielfeld bleiben.[5]

## Reboots
Cardfight!! Vanguard wurde zweimal rebootet. Am 8. Juni 2018 wurde Cardfight!! Vanguard V eingeführt. Man durfte nur noch Karten benutzen, die in der unteren linken Ecke eine V-Markierung haben. Zusätzlich wurden die Formulierungen auf dem Kartentext geändert, die Symbole für Soulblast und Counterblast ausgetauscht und Imaginary Gift Markers hinzugefügt.
Am 14. Mai 2021 wurde Cardfight!! Vanguard overDress eingeführt. Man darf nur noch Karten benutzen, die in der unteren linken Ecke eine D-Markierung haben. Die 24 Clans wurden zu 6 Nations zusammengefasst und Over Trigger hinzugefügt. G-Assist wurde abgelöst vom Ride Deck. 
Ältere Karten können im V-Premium und Premium Format weiterhin benutzt werden.